# 慎吾妈妈的早安摇滚
《慎吾妈妈的早安摇滚》（日语：／ Shingo Mama no Oha Rokku）是由日本偶像男子组合SMAP成员香取慎吾以“慎吾妈妈（慎吾ママ）”的名义所发行单曲，于2000年8月18日由胜利娱乐发行。

## 销售成绩
《慎吾妈妈的早安摇滚》的发行日期是不利于公信榜的榜单统计的。在日本流行音乐界，单曲通常选择在星期三发行，但本作却在星期五发行。但是，本作依旧在发行当周登上了公信榜单曲周榜的冠军位置。《慎吾妈妈的早安摇滚》是SMAP成员中以个人名义所发行单曲中的首张“冠军单曲”及“百万销量认证单曲”。截止至SMAP解散，SMAP成员中也只有香取慎吾和稻垣吾郎（以的名义）以个人名义发行过音乐作品。《慎吾妈妈的早安摇滚》在销量上取得了极大的成功，获得了日本唱片协会“百万销量”的认证，最终销量为130万张。

## 收录歌曲
| 曲序 | 曲目                   | 备注 |
| ---- | ---------------------- | --- |
| 1.   | 慎吾妈妈的早安摇滚     | 歌词与节目内对慎吾妈妈这个角色的设定有关。在歌曲的间奏，SMAP其他成员均有出场，但只有中居正广的名字被篡改恶搞了。 |
| 2.   | 慎吾妈妈的早安摇滚（） | 混音版 |
| 3.   | 慎吾妈妈的早安摇滚（） | |

## 音乐录影带
《慎吾妈妈的早安摇滚》的音乐录影带除了有儿童演员出演之外，还包括SMAP组合的其他成员。除此之外，在节目里演出的一些名人也参与到拍摄，比如：笑福亭鹤瓶、菅野美穗、萩本钦一、田中邦卫、詹姆士·布朗等。该录影带中的是专门原创的，与CD的版本不同。这支音乐录影带拿下了MVA2000的BEST POPS VIDEO奖。

### 脚注
1. ↑  木村拓哉将在2019年1月发行他的首张个人音乐专辑，但此时SMAP业已解散。

### 出典
1. ↑  . リアルライブ. Excite.   [2019-11-04]. （原始内容存档于2019-11-04）.
2. ↑  . 女性自身.   [2019-11-04]. （原始内容存档于2019-11-04）.